# Blue on Blue
Albums de Leigh Nash
The Best of Sixpence None the Richer
(2004) Fauxliage
(2007)
Blue on Blue est le premier album solo de Leigh Nash. Nash a commencé à travailler sur l'album un an après la séparation du groupe Sixpence None the Richer dont elle était auparavant la chanteuse principale. Produit par Pierre Marchand, qui est connu pour ses collaborations avec Sarah Mclachlan, l'album est composé de chansons pop rock.

## Commentaires
L'album a eu globalement des commentaires positifs lors de sa sortie. Il a été notamment très bien reçu par les journalistes musicaux de musique chrétienne. La voix de Nash, les paroles et la musique ont été particulièrement salués.
Blue on Blue a cependant été critiqué, principalement parce que les chansons n'était pas immédiatement aussi séduisante que celles publiées par Sixpence None the Richer.
Commercialement, l'album n'a pas très bien fonctionné. L'une des principales raisons pour cela est le fait que l'album reste peu connu en raison du manque de promotion et de diffusion. L'album a cependant réussi à atteindre le n°25 dans le hit-parade Top Heatseekers, et le bonus track Blue Sky a atteint le n°5 dans le hit-parade de musique pop au Japon grâce à son passage à l'antenne fréquent et sa reprise pour une publicité pour la Toyota Prius en 2007.
Son album suivant, Fauxliage (2007) est une association avec Delerium.

## Participations
L'album contient des participations avec Matt Slocum (Sixpence None the Richer), Rick Nowels et Billy Steinberg.

## Singles
Trois singles ont été tirés de l'album. My Idea of Heaven en juillet 2006 (États-Unis) avec un clip, Ocean Size Love en 2007 (États-Unis) et Blue Sky (Japon).

## Liste des morceaux

### Édition originale
1. Along the Wall
2. Nervous in the Light of Dawn
3. My Idea of Heaven
4. Ocean Size Love
5. Never Finish
6. Between the Lines
7. More of It
8. Angel Tonight
9. Blue
10. Cloud Nine
11. Just a Little

### Édition iTunes
1. Along the Wall
2. Nervous in the Light of Dawn
3. My Idea of Heaven
4. Ocean Size Love
5. Never Finish
6. Between the Lines
7. More of It
8. Angel Tonight
9. Blue
10. Cloud Nine
11. Just a Little
12. Thank You (titre exclusif à iTunes)

### Édition japonaise
1. Along the Wall
2. Nervous in the Light of Dawn
3. My Idea of Heaven
4. Ocean Size Love
5. Never Finish
6. Between the Lines
7. More of It
8. Angel Tonight
9. Blue
10. Cloud Nine
11. Just a Little
12. Run Together (Bonus track)
13. Blue Sky (Bonus track)
14. Blue Sky, version acappella version (Bonus track)